# Zygia cauliflora
Zygia cauliflora är en ärtväxtart som först beskrevs av Carl Ludwig von Willdenow, och fick sitt nu gällande namn av Ellsworth Paine Killip. Zygia cauliflora ingår i släktet Zygia och familjen ärtväxter. Inga underarter finns listade i Catalogue of Life.